# سنت (ملکه)
سِنِت (به انگلیسی: Senet) همسر پادشاه و مادر پادشاه در مصر باستان بود که از طریق سه تندیس شناخته می‌شود. این تندیس‌ها به دورهٔ پادشاهی میانه مصر تعلق دارند و احتمالاً مربوط به دودمان دوازدهم مصر هستند. همسر و پسر سلطنتی او به‌طور قطعی مشخص نیستند.
در این تندیس‌ها، ملکه نشسته بر تخت دیده می‌شود. در دو مورد از این تندیس‌ها، بخش بالایی آنها از بین رفته است. در تندیس سوم، بخش بالایی باقی مانده اما صورت به‌شدت آسیب دیده است.
گای کالندر پیشنهاد داده که پادشاه آمنمحات دوم ممکن است همسر او بوده باشد، زیرا هنوز همسر مشخصی برای این پادشاه شناسایی نشده، در حالی که برای بیشتر پادشاهان دودمان دوازدهم همسرانشان شناخته شده‌اند.